# Mićo Martić
Mićo Martić (Doboj, 24. veljače 1964.) hrvatski je futsalski trener. Trenutno obnaša funkciju trenera izbornika futsal reprezentacije Finske.

## Igračka karijera
U igračkoj karijeri nastupao je za Alkar iz Velike Gorice, MNK Uspinjaču iz Zagreba, Hellas Veronu, A.C Milano C5, Bergamo C5, Virtus Bresciu, Valprint Milano, ASD Real Cornaredo i ASD Valmalenco. Igračku karijeru završio je 2010. godine.
Za hrvatsku futsal reprezentaciju debitirao je 23. listopada 1995. u utakmici protiv futsal reprezentacije Slovačke. Posljednju utakmicu za reprezentaciju odigrao je 25. veljače 2001. u poraz od reprezentacije Španjolske. U 31 nastupu zabio je 12 pogodaka.

## Trenerska karijera
Mićo Martić trenersku je karijeru započeo 2002. kao trener-igrač u Valprint Milanu iz kojeg je otišao 2008. godine. Od 2010. do 2012. vodio je MNK Uspinjaču, a od 2012. do 2015. MNK Alumnus s kojim je u sezoni 2013./2014. osvojio prvenstvo hrvatske u futsalu. Od sezone 2015./2016. Mićo Martić je trener MNK Futsal Dinama. Martić je na klupi Futsal Dinama bio do 19. veljače 2019. godine i osvojio je tri trofeja.
Martić je od početka 2004. do 29. ožujka 2009. vodio hrvatsku futsal reprezentaciju s kojom je u 55 utakmica ostvario 26 pobjeda, pet remija i 24 poraza. Od siječnja 2013. obnaša funkciju izbornika reprezentacije Finske. Najveći uspjeh s reprezentacijom Finske ostvario je 2. veljače 2020. kada je izborio play-off za plasman na Svjetsko prvenstvo.

## Vanjske poveznice
- www.crofutsal.com – Mićo Martić novi je trener Futsal Dinama!
- www.24sata.hr – Marko Šnidarić: »Mićo Martić u Futsal Dinamu: Zanimaju me samo pobjede...«
- www.futsalfeed.com – Mićo Martić: The futsal explosion is already happening!